# Смолійчук Віктор Петрович
Ві́ктор Петро́вич Смолійчу́к (1995—2023) — український військовослужбовець, учасник російсько-української війни, що відзначився у ході російського вторгнення в Україну. Герой України (посмертно, 2025).

## Життєпис
Народився 3 червня 1995 року в с. Озеряни Дубенського району Рівненської області. Навчався в школі с. Княгинен Дубенського району. Вищу освіту здобув у Львівському національному університеті імені Івана Франка. Після завершення навчання працював у с. Варковичі на Рівненщині на виробництві.
З перших днів російського вторгнення в Україну записався до числа добровольців територіальної оборони Варковицької сільської громади, а невдовзі мобілізувався до складу Збройних сил України. Служив стрільцем штурмової роти 710-ї бригади охорони Державної спеціальної служби транспорту.
Загинув 14 березня 2023 року в бою біля с. Богданівка Донецької області.
Похований у с. Озеряни на Рівненщині.

## Нагороди
- Звання Герой України з удостоєнням ордена «Золота Зірка» (20 січня 2025, посмертно) — за особисту мужність і героїзм, виявлені у захисті державного суверенітету та територіальної цілісності України, самовіддане служіння Українському народові[3].
- орден «За мужність» III ступеня (1 травня 2023, посмертно) — за особисту мужність, виявлену у захисті державного суверенітету та територіальної цілісності України, самовіддане виконання військового обов'язку[4].